# Seznam mest v Connecticutu
Seznam mest v Connecticutu.

## A
- Ansonia, Connecticut

## B
- Bridgeport, Connecticut
- Bristol, Connecticut

## D
- Danbury, Connecticut

## E
- East Hartford, Connecticut

## H
- Hartford, Connecticut

## M
- Manchester, Connecticut
- Middletown, Connecticut
- Milford, Connecticut

## N
- New Britain, Connecticut
- New Haven, Connecticut
- New London, Connecticut
- Norwalk, Connecticut
- Norwich, Connecticut

## S
- Shelton, Connecticut
- Stamford, Connecticut

## T
- Torrington, Connecticut

## W
- Waterbury, Connecticut
- West Haven, Connecticut
- Willimantic, Connecticut